# Callionymus lyra
Callionymus lyra é uma espécie de peixe pertencente à família Callionymidae.
A autoridade científica da espécie é Linnaeus, tendo sido descrita no ano de 1758.

## Portugal
Encontra-se presente em Portugal, onde é uma espécie nativa.
O seu nome comum é peixe-pau-lira. Na zona norte do país também é conhecido por "pirrau".

## Descrição
Trata-se de uma espécie de água salobra, marinha. Atinge os 30 cm de comprimento total , com base de indivíduos de sexo indeterminado.